# Tuvalu
Tuvalu, fino al 1978 Isole Ellice, è uno Stato insulare polinesiano composto da più isole e situato nell'Oceano Pacifico a metà strada tra le isole Hawaii e l'Australia. Gli arcipelaghi più vicini sono, da nord a ovest, le Kiribati, Tokelau, le Samoa, Wallis e Futuna, le Figi e le Isole Salomone. Comprende quattro isole coralline e cinque atolli con una superficie di appena 26 km² ed è il secondo Paese meno popolato al mondo, dopo la Città del Vaticano. Inoltre è il secondo membro più piccolo delle Nazioni Unite. In termini di grandezza fisica del territorio, Tuvalu è il quarto Stato più piccolo al mondo, più grande solo della Città del Vaticano (0,44 km²), Monaco (1,95 km²) e Nauru (21 km²).
I primi abitanti di Tuvalu furono navigatori della civiltà di Lapita, poi dominati da popolazioni polinesiane ma anche gilbertesi come a Nui. Le isole caddero sotto l'influenza britannica alla fine del XIX secolo. Le isole Ellice vennero amministrate dal Regno Unito come un protettorato dal 1892 al 1916 e come parte della colonia delle Isole Gilbert ed Ellice dal 1916 al 1976, dopo che gli isolani votarono nel 1974 per diventare una dipendenza britannica con il nome di Tuvalu, separata dalle isole Gilbert, che presero il nome di Kiribati. Tuvalu divenne pienamente indipendente all'interno del Commonwealth nel 1978. Il capo della nazione è Carlo III, il Governatore generale è Tofiga Vaevalu Falani e il capo del governo è Feleti Teo.

## Nome
Tuvalu significa "otto insieme": otto erano in origine gli atolli abitati dell'arcipelago, ai quali si è aggiunto il nono, Niulakita, ora anch'esso abitato.

## Storia
Le isole di Tuvalu furono probabilmente abitate sin dall'inizio del I millennio a.C. (grotte sommerse di Nanumaga). Nui fu avvistata dagli europei per la prima volta nel 1568, con il viaggio dello spagnolo Álvaro de Mendaña. Da quella data in poi soltanto mercanti di schiavi kanakas o cacciatori di balene approdarono occasionalmente sulle isole. Nel 1892, le isole divennero parte del protettorato britannico delle isole Gilbert ed Ellice, e furono ufficialmente denominate "isole Ellice". Il protettorato divenne una colonia congiunta con le isole Gilbert nel 1915.
Nel 1974, le differenze etnolinguistiche all'interno della colonia britannica spinsero i polinesiani delle Ellice a votare per la separazione dagli abitanti delle Gilbert (che sarebbero poi diventate le Kiribati). L'anno seguente, le isole Ellice divennero una colonia britannica a sé stante, per poi arrivare all'indipendenza il 1º dicembre 1978. Membro delle Nazioni Unite (1999) e 190ª Società aderente al Movimento Internazionale della Croce Rossa e della Mezzaluna Rossa (2015).

## Geografia
È posto a est della Nuova Guinea e a sud dell'arcipelago delle Kiribati. L'arcipelago fa parte della Polinesia e la superficie è in totale 26 km², divisi in 9 atolli, tutti molto piccoli.
Il piccolo arcipelago non ha confini terrestri con alcuno Stato. I Paesi più vicini sono a nord e a est Kiribati, a sud le Figi e Wallis e Futuna, a ovest le isole Salomone.

### Territorio
Tuvalu comprende 9 atolli. L'area totale è di circa soli 26 km², che rende questo Stato il quarto più piccolo al mondo. Il più grande dei nove atolli è Funafuti che è la capitale. L'altezza massima è di 4,5 m sul livello del mare; Tuvalu è quindi il secondo Stato al mondo per altezza media, dopo le Maldive. Ciò è causa di problemi in caso di un futuro innalzamento del livello del mare, anche perché il Paese soffre di maree molto più alte della media; in futuro il Paese potrebbe essere completamente sommerso.
Il terreno è molto povero e può essere difficilmente sfruttato per l'agricoltura. Nelle isole non esistono fiumi. L'acqua potabile è ottenuta principalmente dall'acqua piovana, raccolta in apposite vasche; spesso vi sono problemi di mancanza d'acqua.

### Clima
Tuvalu ha, date la sua latitudine e la sua elevazione sopra il livello del mare, un clima tropicale umido, con precipitazioni abbondanti e costanti nel corso dell'anno. Le temperature sono sempre elevate (28-29 °C).

## Società

### Popolazione
Tuvalu è la seconda nazione con il minor numero di abitanti, ha infatti solamente 10 645 abitanti (2017). Tuttavia, a causa delle piccole dimensioni dello stato, possiede un'alta densità di popolazione: 441 ab./km². La popolazione è composta al 96% circa da tuvaluani di etnia polinesiana e al 4% circa da tuvaluani di etnia gilbertese. Il Paese è da sempre patria di molti emigranti diretti verso le altre isole della Polinesia e in particolare verso la Nuova Zelanda. Negli ultimi anni il fenomeno è stato decisamente accentuato dal fatto che l'innalzamento del livello degli oceani sta mettendo a serio rischio l'esistenza stessa dell'arcipelago, formato da isole sabbiose di forma allungata e alte non più di un paio di metri sul livello del mare.

### Lingue
Le lingue ufficiali sono il tuvaluano e l'inglese; altre lingue parlate sono il samoano e, nell'isola di Nui, il gilbertese, la lingua ufficiale delle Kiribati. La lingua parlata a Nanumea è considerata una lingua distinta dal tuvaluano, del gruppo Ellicean. Gli atti del Governo e del Parlamento sono in tuvaluano.

### Religione
Nel 1865 la Società Missionaria Londinese, protestanti congregazionalisti, incominciò a evangelizzare e a convertire i tuvaluani. Sicché al 2012 il 85% dei tuvaluani fa parte della Chiesa di Tuvalu, Ekalesia Kelisiano Tuvalu, EKT), che è la chiesa di Stato di Tuvalu, sebbene questo status le dia semplicemente "il privilegio di svolgere servizi speciali nei principali eventi nazionali". Chiesa cristiana protestante autonoma dal 1968, teologicamente, fa parte della tradizione calvinista e i suoi aderenti comprendono circa il 91% degli 11 000 abitanti dell'arcipelago. Sono presenti anche altre confessioni protestanti e un piccolo gruppo di cattolici. Complessivamente, i cristiani rappresentano circa il 97% della popolazione. Come tutti i popoli polinesiani, i tuvaluani sono molto religiosi.
Il restante 3% è costituito dalla fede Bahá'í (principalmente a Nanumea) e dall'islam Ahmadiyya (principalmente a Funafuti). Entrambi questi ultimi atolli sono comunque a larga maggioranza cristiana.

## Politica

### Ordinamento dello Stato
Tuvalu è una monarchia parlamentare all'interno del Commonwealth britannico.
Il capo di Stato è il sovrano del Regno Unito di Gran Bretagna e Irlanda del Nord.
Dall'8 settembre 2022 il re è Carlo III e in sua assenza è rappresentato da un governatore generale (The Rev. Tofiga Vaevalu Falani in carica dal 28 settembre 2021) nominato su proposta del primo ministro (Kausea Natano, in carica dal 2019 al 2024).
Il governo di Tuvalu ha espresso l'intenzione di indire un referendum nel giugno 2005 in merito alla possibilità di fare del Paese una repubblica. Il 30 aprile 2008 il risultato di un referendum indetto per scegliere se divenire repubblica o mantenere lo stato di monarchia costituzionale, ha decretato il mantenimento dello stato attuale..
Il parlamento locale, o Fale i Fono, è composto da 16 membri (8 circoscrizioni eleggono 2 rappresentanti) ed è nominato ogni 4 anni. I suoi membri eleggono il primo ministro, che è il capo del governo. A livello locale, alcuni anziani esercitano un'autorità informale.
È interessante osservare come a Tuvalu non esistono e non sono mai esistiti dei partiti politici organizzati.

### Diritti umani
Tuvalu è una monarchia costituzionale con democrazia parlamentare. Le elezioni sono state considerate libere e giuste dalle organizzazioni internazionali. Il governo è efficiente nel rispetto dei diritti civili dell'uomo e dei cittadini. Quando viene segnalato un abuso, la legge fornisce strumenti efficaci per il ripristino di tutti i diritti riconosciuti. Negli ultimi anni, la corruzione (segnalata come crescente) in ambienti governativi, e la discriminazione sociale e religiosa sono state indicate come violazioni di diritti dell'uomo. Tuvalu gode comunque di una condizione considerata fra le migliori del mondo riguardo ai diritti dell'uomo.

### Suddivisioni amministrative
Sebbene Tuvalu, vista l'esiguità della popolazione (11 000 abitanti nel 2017), non abbia divisioni amministrative, il paese può essere diviso in 9 atolli. La capitale è Funafuti.
Atolli composti da più di un'isola
- Funafuti
- Nanumea
- Nui
- Nukufetau
- Nukulaelae
- Vaitupu

Atolli composti da una sola isola
- Nanumaga
- Niulakita
- Niutao

L'isola più piccola, Niulakita, era disabitata finché fu popolata da abitanti provenienti dalla vicina Niutao nel 1949.

### Istruzione
A Tuvalu sono presenti scuole equivalenti al ciclo delle elementari e medie. Gli studenti che vogliono proseguire gli studi si recano presso l'Università del Pacifico del Sud, nelle Figi, in Nuova Zelanda o in Australia.

### Sanità
Nella capitale è presente un ospedale moderno costruito dai giapponesi come "risarcimento" dei danni della seconda guerra mondiale (anche se nessuna delle isole Ellice è mai stata occupata dal Giappone).

### Simboli

#### Bandiera
Le stelle rappresentano le 9 isole che compongono Tuvalu (dunque anche quella non abitata); la disposizione delle stelle rispetta quella delle isole (però alla rovescia, perché rappresentate nella sfera celeste, come si usa fare in astronomia). Nel 1995, dopo un cambio di governo, la bandiera venne cambiata.

#### Stemma
Lo stemma di Tuvalu rappresenta al centro una maniapa, casa comune tipica dell'arcipelago accanto a un mare con onde gialle e azzurre. Sotto lo stemma è presente il motto dello Stato.

#### Inno nazionale
L'inno nazionale di Tuvalu si chiama Tuvalu mo te Atua, che in tuvaluano si traduce in "Tuvalu con Dio": venne adottato nel 1978, su componimento poetico e musica di Afaese Manoa.

## Economia

### Valuta
La valuta di Tuvalu è il dollaro tuvaluano, equiparato al dollaro australiano. Vengono accettate entrambe le monete nel Paese. Non esistendo banconote tuvaluane, le uniche banconote circolanti nel Paese sono quelle australiane. Le monete tuvaluane circolano insieme alle monete australiane e hanno lo stesso valore nel Paese. Esiste un'unica Banca di Tuvalu che si trova nella capitale, Funafuti. A Tuvalu è permesso solamente il pagamento in contanti, non sono accettate carte di credito e i traveller's cheques devono essere cambiati presso la Banca di Tuvalu. È possibile utilizzare la carta di credito unicamente per anticipo contanti nell'unica banca principale del Paese.

### Settore primario
Il primario è il settore largamente prevalente, con la pesca che risulta essere importantissima per l'alimentazione locale. Numerose le famiglie che allevano maiali o polli. L'agricoltura non è praticata, poiché il terreno è molto povero e la vegetazione spontanea (palme da cocco e alberi del pane soprattutto) è l'unica limitata forma di coltivazione.

### Settore secondario
La copra (ottenuta dalla lavorazione della palma da cocco) è l'unica attività agroalimentare, praticata in forma familiare. Le isole non hanno risorse minerarie e non esistono altre industrie.

### Settore terziario
Crescente importanza riveste il settore finanziario, favorito dal fatto che il Paese gode di una legislazione fiscale privilegiata; solo di recente sono state emanate norme anti-riciclaggio. Il turismo nonostante le grandi potenzialità (barriere coralline intatte e lunghe spiagge bianche) rimane una risorsa limitata, appena un migliaio di persone visita Tuvalu all'anno, e questo numero si limita all'atollo di Funafuti, il principale. Importante è la filatelia.
Le esportazioni sono unicamente costituite dalla copra. Il Paese è costretto a importare tutto, dagli elettrodomestici (poco usati) agli autoveicoli e le biciclette, oltre che i carburanti.

### Trasporti
Tuvalu è collegata solamente da Fiji Airways che tre volte la settimana vola dalle Figi dall'aeroporto di Nadi e dall'aeroporto della capitale Suva all'aeroporto di Funafuti (Tuvalu). Non esistono voli interni; esistono però due navi di proprietà dello Stato (Nivaga III e Manu Folau) che effettuano il giro delle isole fermandosi in ognuna circa un'ora. È possibile nelle varie isole affittare scooter o piccoli pulmini per gli spostamenti.

## Cultura

### Media di massa
Il nome di dominio di primo livello che è stato assegnato a queste isole, .tv, viene usato per i siti Internet di molte trasmissioni televisive, che versano cospicue royalty al governo di Tuvalu per poterne usufruire.

### Televisione
Le televisioni nazionali tuvaluani sono Funafuti TV, che ha sede a Vaiaku ed è visibile in tutto l'arcipelago.

### Cinema
Sono presenti due cinema.

### Francobolli
Il 1º gennaio 1976 Tuvalu incominciò a stampare propri francobolli. Esiste a Funafuti un ufficio postale che provvede a vidimare i propri francobolli, raffiguranti le isole o momenti importanti della storia nazionale, balli o costumi tradizionali. Esiste una Società Filatelica di Kiribati e Tuvalu (ex Ellice Islands).

## Sport

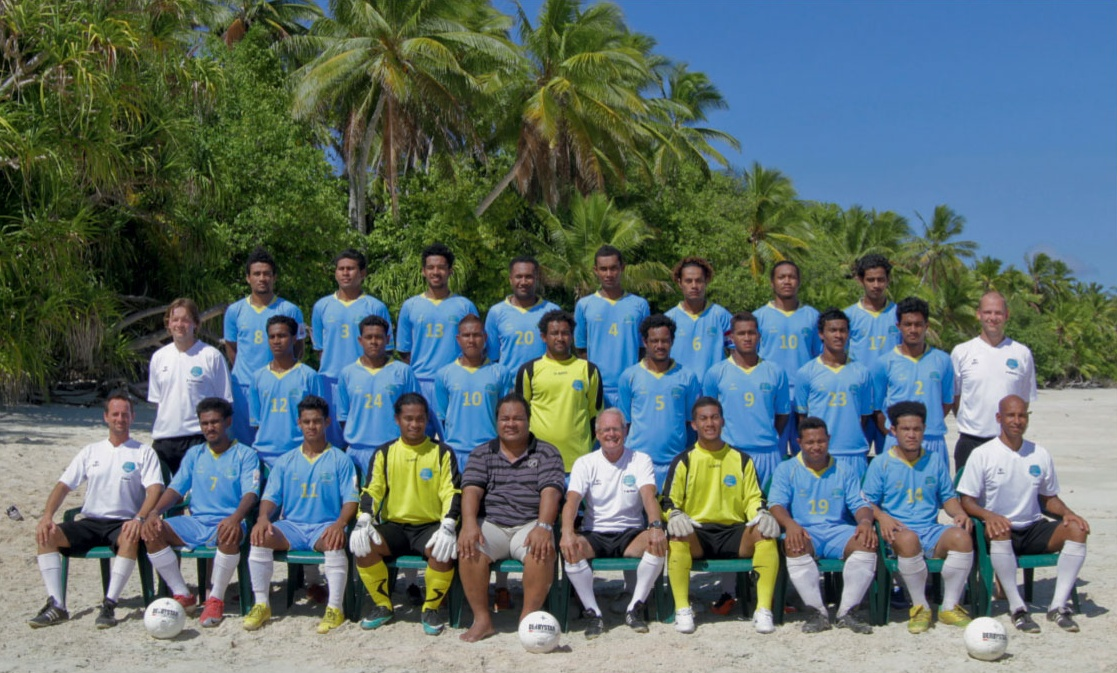
Foto della Nazionale di calcio di Tuvalu nel 2011

Uno sport tradizionale di Tuvalu è il kilikiti, un gioco simile al cricket.
Sport diffusi come il calcio, la pallavolo e il rugby sono anch'essi popolari a Tuvalu a livello amatoriale. Tuvalu ha organizzazioni sportive per badminton, basket, tennis, tennistavolo, pallavolo e sollevamento pesi. Un evento sportivo importante è il "Festival dello Sport nel Giorno d'Indipendenza”, che si svolge annualmente il 1º ottobre.
Tuvalu ha una nazionale di calcio, che si allena a Funafuti, nel Tuvalu Sports Ground, l'unico campo da calcio dell'isola. Essa compete nei Giochi del Pacifico e in quelli del Pacifico del Sud ed è affiliata alla confederazione oceanica (OFC) e attualmente sta cercando di diventare membro della FIFA.
Tuvalu ha partecipato ai Giochi del Pacifico del Sud nel 1978 e a quelli del Commonwealth nel 1998, quando un pesista gareggiò nell'edizione tenutasi a Kuala Lumpur, in Malesia. Due giocatori di tennistavolo parteciparono anche ai Giochi del Commonwealth del 2002 a Manchester, mentre in quelli del 2006 a Melbourne Tuvalu presentò atleti per il tiro a segno, tennistavolo e sollevamento pesi. Tre atleti presero parte anche all'edizione del 2006 a Nuova Delhi in India, nel lancio del disco, del peso e ancora sollevamento pesi.
La "Tuvalu Amateur Sport Association" fu riconosciuta dal Comitato Olimpico nel luglio del 2007, in modo che il paese riuscisse a partecipare per la prima volta ai Giochi olimpici nell'edizione di Pechino 2008, dove Tuvalu portò tre atleti, un pesista e due velocisti nei 100 metri maschili e femminili.
Nei Giochi del Pacifico del 2011 disputati in Nuova Caledonia, Tuvalu portò a casa tre medaglie nel sollevamento pesi, due argenti e un bronzo. Nel maggio dello stesso anno, l'esperto olandese Foppe de Haan divenne il nuovo commissario tecnico della nazionale di calcio, che guidò negli stessi Giochi del Pacifico. Sotto De Haan, Tuvalu ha ottenuto risultati storici nella manifestazione, finendo in quarta posizione su sei nel gruppo A, con 4 punti in 5 partite, miglior risultato di sempre del Paese in ogni competizione disputata. Una serie di record per Tuvalu venne stabilita e il torneo fu un successo per tutto il Paese.

## Festività
Le maggiori festività che si tengono su quest'isole seguono il calendario cristiano: Natale, 25 dicembre; Pasqua. La festa nazionale è il 1° e il 2 ottobre, Tuvalu Day: viene ricordata l'indipendenza dal Regno Unito, nel 1978.